# Le Bas de laine
Pour plus de détails, voir Fiche technique et Distribution.
Le Bas de laine (titre alternatif : Le Trésor) est un film muet français réalisé par Louis Feuillade, sorti en 1911.
Il fait partie de la série La Vie telle qu'elle est, une série de films réalisés par Louis Feuillade entre 1911 et 1913, des drames marqués par un certain réalisme dont le but était d'illustrer une morale et d'émouvoir le public.

## Fiche technique
- Titre : Le Bas de laine
- Titre alternatif : Le Trésor
- Réalisation :  Louis Feuillade
- Scénario : Louis Feuillade
- Photographie : Georges Guérin
- Société de production : Société des Établissements L. Gaumont
- Pays d'origine :  France
- Langue : film muet avec les intertitres en français
- Métrage : 300 m
- Format : Noir et blanc — 35 mm — 1,33:1 — Muet
- Genre : Film dramatique
- Durée : 10 minutes
- Date de sortie : 
  - France : 1911

## Distribution
- Maurice Mariaud
- Renée Carl
- Henri Duval
- Suzanne Grandais
- Paul Manson